# MÁV 292
A MÁV 292 sorozat egy szertartályosgőzmozdony-sorozat volt a Diósgyőri Vasgyár iparvágányán. A mozdonyokat a Henschel gyártotta 1911-ben (Diósgyőr 23II) illetve 1919-ben. A Vasgyár 1943-ban vásárolta a három mozdonyt és a 7, 8 és 23II pályaszámokat osztotta ki nekik. 1948-ban átszámozták őket 211.007, 211.008 és 211.012 számokra. 1959-től MÁV 292.5001-5003 pályaszámokon üzemeltek.
1963-ban, illetve 1969-ben selejtezték őket.